# Kalv (fiskeri)
 For alternative betydninger, se Kalv. (Se også artikler, som begynder med Kalv)
En kalv er en "tragt" af maskesyet garn. Tragten er placeret i et fiskeredskab, typisk en ruse, og skal forhindre fisken i at slippe ud af rusen, når den først er fanget.
Garnet sys som oftest i nylon, der er mere holdbart end den bomuld, som anvendtes tidligere. 
Rusen er en aflang garnpose. Indvendig er denne pose forsynet med kalve, som så leder fisken ind i netposens ende, kaldet "snippen". Det er her, fiskeren henter fangsten, når han røgter rusen. Den aflange netpose er spændt ud af såkaldte bøjler, som den er syet fast på. Disse er ringe af plastic, stål eller bambus. Yderst mod rusens åbning er bøjlerne størst i diameter, siden bliver de gradvis mindre frem mod "snippen". Kalvene er fastgjort til og spændt ud fra bøjlerne. Den yderste kalvs brede ende vender ud mod rusens åbning, og er fastgjort direkte på den største af bøjlerne. Den smalle ende vender frem mod "snippen" og er fastgjort på den næststørste bøjle, men da mundingen har en betydeligt mindre diameter end bøjlen og derfor ikke kan syes direkte på den, fastgøres den med typisk fire tynde liner, som samtidig holder kalven udspændt. Fisken kan svømme ind gennem kalvens brede ende, men kan kun vanskeligt svømme tilbage gennem den smalle – ligesom det er vanskeligt at hælde vand gennem "den forkerte ende" af en tragt.
I en kasteruse vil den største af bøjlerne almindeligvis have en diameter på maksimalt 70 centimeter (rusen i et bundgarn vil have betydeligt større bøjler, den støste måske med en diameter på 130 cm), den mindste måske mindre end det halve.
De fleste ruser er indrettet med adskillige (fx 5, 6 eller 7), stadigt mindre, bøjler frem mod "snippen". Mellem hver bøjle er placeret en kalv, så det er i praksis umuligt for fisken at komme ud, når først den er svømmet helt ind.